# Брукс, Айви
Айви Брукс (англ. Ivy Brookes, урождённая Айви Дикин (англ. Ivy Deakin), 14 июля 1883, Саут-Ярра, Мельбурн, Виктория, Австралия — 27 декабря 1970, Мельбурн, Австралия) — австралийский филантроп, адвокат и политик. Дочь второго премьер-министра страны Альфреда Дикина. Председатель Национального женского совета Виктории (англ. National Council of Women of Victoria) c 1938 по 1945 год и Национального женского совета Австралии (англ. National Council of Women of Australia) с 1948 по 1953 год.

## Ранняя жизнь
Айви родилась в Саут-Ярра, пригороде Мельбурна 14 июля 1883 года в семье Альфреда Дикина, будущего премьер-министра страны и его жены Пэтти. Она была старшим ребенком в семье. Когда Альфред впервые увидел своих детей вместе он назвал их Троица (англ. Trinity). Основываясь на том, что Айви чаще всего появлялась на публике и упоминается в мемуарах премьер-министра, его биограф Джудит Бретт делает вывод, что она была любимицей в семье. Изначально девочки были на домашнем обучении у сестры Альфреда Кэтрин, а после обучались в Melbourne Girls Grammar в Мельбурне.

## Музыка

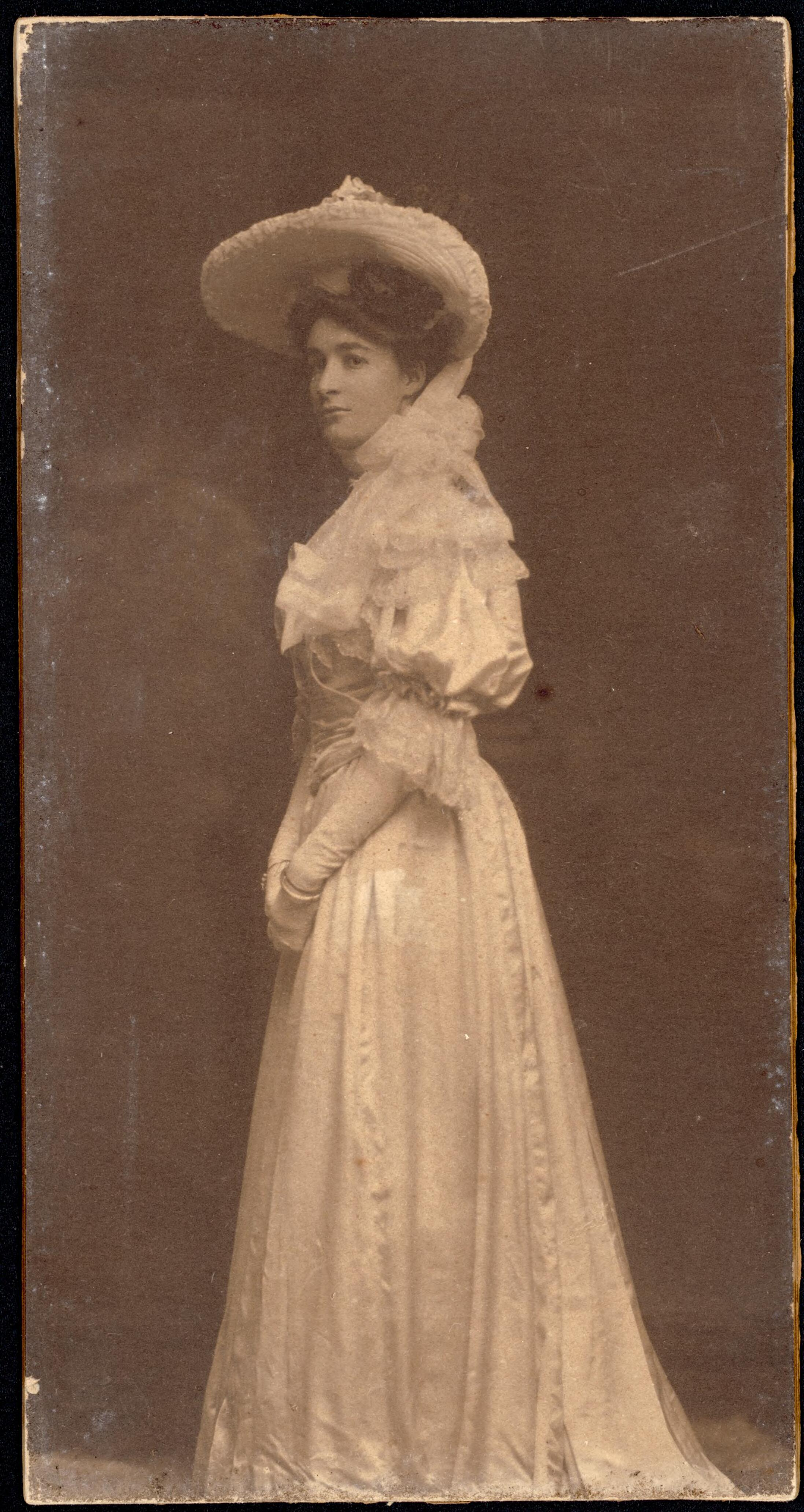
Айви Дикин в 1905 году

В 1901 году, когда была принята конституция и Австралия стала единым государством, Айви пошла обучаться в Мельбурнскую музыкальную консерваторию. Там её приняли как талантливого музыканта: в 1904 году она получила престижную премию имени Френсиса Ормонда, а с 1903 по 1915 год была первой скрипкой оркестра, который возглавлял Джордж Маршалл Холл. В 1926 году она была назначена консультативным членом совета Мельбурнского университета, оставаясь им до 1960-х годов, порой как единственная женщина. Одновременно с этим она была исполнительным членом оркестра имени Леди Норткорт.

## Общественная жизнь
Брукс была связана с широким кругом организаций, и, согласно The Sydney Morning Herald, «никогда не была просто номинальным руководителем или „спящим партнером“ в каком-либо предприятии, с которым она позволяла ассоциировать свое имя».

## Занимаемые должности
В ходе своей жизни занимала следующие управленческие должности:
- Президент национального женского совета Австралии (1948—1953),
- Президент национального женского совета Виктории (1938—1945),

- Вице-президент онкологического совета Виктории (1936—1966).

## Семья

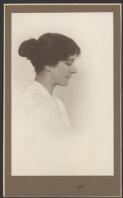
Портрет Айви Брукс, 1924

3 июля 1905 года 21-летняя Айви вышла замуж за 37-летнего Герберта Робинсона Брукса — друга семьи, с которым они посещали одну церковь, бизнесмена, общественного деятеля и скотовода. С ним имела троих детей:
- Сэр Уилфред Дикин Брукс[англ.], бизнесмен и офицер ВВС Австралии во время Второй мировой войны, командор Ордена Британской Империи, Ордена за выдающиеся заслуги и рыцарь-бакалавр[8].
- Джесси Дикин Кларк[англ.], социальный работник, исполнительный директор Викторианского Совета по чрезвычайным ситуациям по делам беженцев[9].
- Альдред Дикин Брукс[англ.], директор австралийской секретной разведывательной службы (ASIS)[англ.][10].